# دينيس كولينز (أكاديمي)
دينيس كولينز (بالإنجليزية: Denis Collins)‏ هو أكاديمي أمريكي، ولد في 12 يناير 1956 في ذا برونكس في الولايات المتحدة.